# Змијско острво
Змијско острво (рум. Insula şerpilor; укр. Острів Зміїний) се налази у Црном мору, недалеко од обале Румуније и Украјине. Острво припада округу Одеса, у Украјини. Румунија и Украјина воде спор око територијалних вода око острва пред Међународним судом правде.

## Географија
Острво је изграђено из кречњака. Налази се око 35 km источно од делте Дунава. Координате острва су 
45° 15′ 18″ N 30° 19′ 15″ E / 45.25500° С; 30.32083° И. Острво је облика слова X, величине 662 m пута 440 m, са површином од 0,17 km². Највиша тачка острва је 41 m изнад мора. Најближи градови су Сулина у Румунији, удаљен од острва 45 km и Вилково у Украјини удаљен 50 km од острва.

## Историја
Грци су били први који су дали име острву, Леука (грч. Λευκός), што у преводу значи Бело острво. Румуни су дали име острву Алба, што исто значи бело острво, вероватно због белог камења које се може наћи на острву. На острву се могу наћи остаци античких грађевина, попут храма бога Аполона. Према легенди о Тројанском рату, тела Ахила и Патрокла су донета да их сахране на острву. Верује се да је капетан Критзикли 1823. године нашао рушевине Ахиловог храма у подморју острва.

#### Модерна историја
1877. године, после Руско-турског рата, Русија је Румунији дала контролу над острвом и Добруџом, као поравнање за руску анексију јужне Бесарабије.
Париским мировним уговорима из 1947, Совјетском Савезу је припала северна Буковина, Херза регион, Буџак и Бесарабија, али без спомињања делте Дунава и Змијског острва.
1948. године, Румунија је под притиском Совјетском Савезу предала контролу над Змијским и Лимба острвом. У исто време граница Совјетског Савеза према Румунији у делти Дунава је померена на запад. Румунија је оспоравала ваљаност тог споразума, јер споразум никад није био ратифициран са обе стране, према чему су острва de jure румунска територија. Исте године, за време Хладног рата, на острву су Совјети поставили радар. Совјетски посед острва је потврђен споразумом између владе Народне Републике Румуније и владе Совјетског Савеза, потписаним у Букурешту 27. фебруара 1961. године. Између 1967. и 1987. године, СССР и Румунија су преговарали о разграничењу на континенталном шелфу око острва. Румунска страна је одбила совјетски предлог из 1987. године, којим би се 4000 km² (од 6000 km²) акваторија око острва препустило Румунији.
После распада Совјетског Савеза 1991, контролу над острвом је преузела Украјина, иако је Румунија тврдила је острво дио румунске територије. 1997. године, Румунија и Украјина су потписали споразум о мирном разрешењу спора. Две земље су пристале да ће, ако се не нађе међусобно решење спора у року од две године, обратити Међународним судом правде за коначну одлуку.
Румунија је 2004. покренула поступак против Украјине пред Међународним судом правде, тражећи да се донесе пресуда по којој није у питању острво већ хрид (клиф), и да на основу тога буде одређена граница између акваторија Румуније и Украјине. Пресудом суда Змијско острво је проглашено за хрид коме припада акваторија у кругу од 12 наутичких миља, и не утиче ни на какав други начин на морску границу између Румуније и Украјине
Дана 24.02.2022. У 22 сата, у склопу инвазије коју је Руска Федерација покренула у Украјини, објављено је да су Руси заузели острво, и уништили сву инфраструктуру на њему.

## Становништво и инфраструктура
На острву живи око 100 становника, од којих су већина припадници граничне полиције са породицама и техничким особљем. Национални универзитет из Одесе је од 2003. послао сталну научну експедицију на острво. Острво је тренутно демилитаризовано и под сталном обновом. Према споразуму Румуније и Украјине из 1997. године, Украјина је била дужна уклонити војни радар и све војне објекте претворити у цивилне.
Поред хеликоптерске платформе, 2002. године је изграђен мол за пристан бродова газа до 8 m. Такође је почела изградња луке. Острво је опремљено модерном навигационом опремом, која је уграђена и у светионик стар 150 година. Струја се добија преко агрегата који ради на дизел и ветар. Острво има и цивилне објекте, као што су пошта, банка, станицу прве помоћи, сателитску телевизију, фиксну телефонију, мобилну телефонију и повезаност са интернетом.